# Patria Mamă

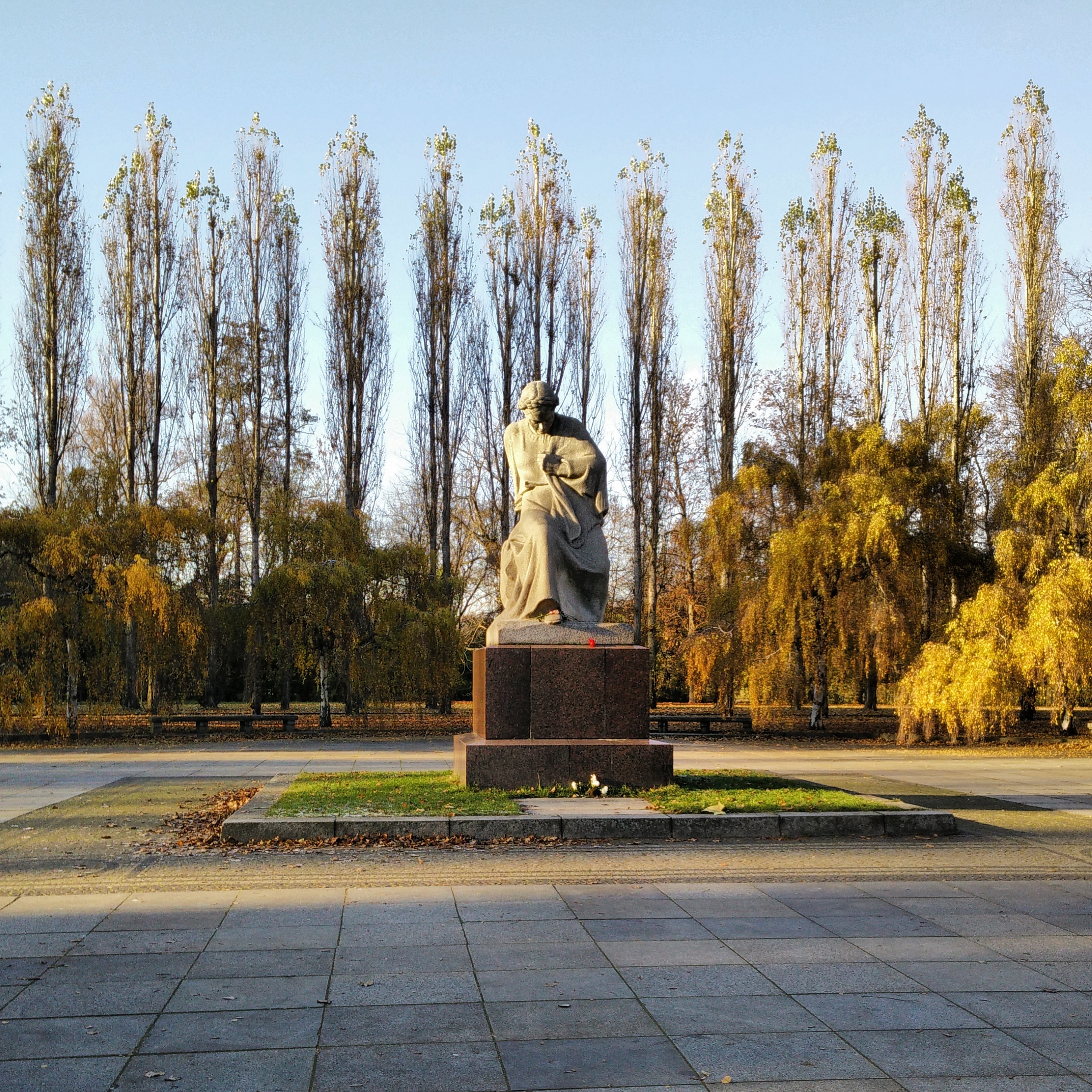
„Patria Mamă te cheamă!”, statuia din Volgograd (fostul Stalingrad). Pentru comparație, persoana care este vizibilă la orizont se află la baza monumentului.

Patria Mamă (în rusă Родина-Mать) este numele mai multor statui uriașe din diferite orașe ale fostei Uniunii Sovietice. Toate aceste statui comemorează victoria sovietică împotriva naziștilor în Marele Război pentru Apărarea Patriei (al Doilea Război Mondial). 
- Patria Mamă te cheamă! (în rusă Родина Mать завёт – Rodina Mаti zaviot!) este o statuie monumentală de pe Kurganul lui Mamai din Volgograd, Rusia, care comemorează bătălia de la Stalingrad și a fost inaugurată în 1967. Din vârful sabiei din oțel până la baza soclului măsoară 85 de metri, din care statuia din beton are 52 de metri, restul fiind sabia. Statuia cântărește 7.900 de tone.
- Statuia Patriei (în ucraineană Батьківщина-Мати – Batichivșcina-Mаti) din Kiev, Ucraina, este dedicată de asememenea memoriei Marelui Război Patriotic (al Doilea Război Mondial).
- Patria Mamă (în rusă Мать-Родина – Mаti-Rodina), statuia monumentală din Cimitirul Memorial Piskarevskoie din Sankt Peterburg, a fost ridicată în 1960 tot pentru a comemora victimele celui de-al Doilea Război Mondial, în particular a victimelor asediului Leningradului.
- Monumentul „Mama Rusia” din Kaliningrad (1974) este deseori numită greșit „Patria Mamă”.